# Xavier Cugat
Xavier Cugat, pseudonimo di Francisco de Asís Javier Cugat Mingall de Bru y Deulofeu (Gerona, 1º gennaio 1900 – Barcellona, 27 ottobre 1990), è stato un musicista e direttore d'orchestra spagnolo di nascita, cubano d'adozione e statunitense per formazione.
È considerato uno fra gli artisti che hanno maggiormente influenzato con sonorità latino-americane la musica popolare degli Stati Uniti. Uno dei suoi epigoni è stato il trombettista e direttore d'orchestra cubano re del mambo Pérez Prado.
Sposato dal 1952 al 1964 con l'attrice-cantante Abbe Lane, è apparso in numerosi film interpretando se stesso come direttore d'orchestra.
Come bandleader è stato a capo di diverse formazioni orchestrali - fra le altre: Xavier Cugat and Charo, Cugat and His Gigolos, Xavier Cugat and His Orchestra, The Xavier Cugat Orchestra - e il suo nome è incluso fra quello delle celebrità della Hollywood Walk of Fame.

## Biografia

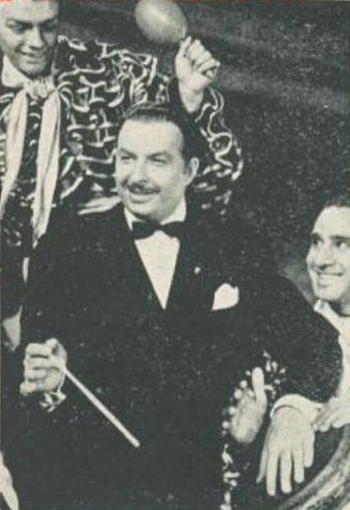
Xavier Cugat nel 1944.

Originario della Catalogna, ancora in tenera età emigrò con la sua famiglia a Cuba. Portato istintivamente alla musica, iniziò a studiare violino entrando a far parte quando non era ancora adolescente, con il nome di Francis Cugat, dell'Orchestra del Teatro Nazionale dell'Avana.
Il 6 luglio 1915 la famiglia Cugat si trasferì a New York a bordo della S.S. Havana. Qui Cugat debuttò nel mondo dello spettacolo iniziando a suonare con un gruppo musicale chiamato The Gigolos, specializzato in un repertorio di musiche per tango, ballo all'epoca assai in voga.
Successivamente andò a lavorare come cartoonist al Los Angeles Times, specializzandosi nel disegno di immagini caricaturali.
Nei tardi anni venti, con l'avvento del cinema sonoro, fondò una nuova orchestra specializzata in tanghi apparendo dapprima in cortometraggi e successivamente in lungometraggi. Contestualmente, la sua orchestra inaugurava - anno 1931 - la stagione del Waldorf-Astoria Hotel, di cui è stato poi un'attrazione fissa. Ha continuato come direttore della Orchestra Waldorf-Astoria fino al 1949.

## Il cinema
Negli anni successivi, Cugat viaggiò ininterrottamente fra New Yok e Los Angeles tenendo spettacoli nei locali degli alberghi alla moda e per la radio, senza trascurare l'attività cinematografica (Week-end at the Waldorf,1945, e Neptune's Daughter,1949).
Il grande successo gli arrise nel 1940, con l'incisione del brano Perfidia, cantato da Miguelito Valdés, divenuto uno standard della musica slow. Da allora si sono susseguite numerose incisioni di brani latino-americani al ritmo di conga e basati sul tempo di mambo e cha-cha-cha, fino a giungere al twist dei tardi anni cinquanta.

## Vita privata
Cugat è stato sposato per cinque volte: oltre alle nozze con Abbe Lane (1952-1964), è stato unito in matrimonio a Rita Montaner, a Carmen Castillo (dal 1929 al 1946), a Lorraine Allen (dal 1947 al 1952), alla danzatrice di salsa Charo (sposata nel 1966 con una fastosa cerimonia al rinnovato Caesars Palace di Las Vegas).
Al fianco di Abbe Lane, e fino al divorzio, ha tenuto molti spettacoli apparendo anche in film prodotti per il mercato cinematografico italiano e per la televisione italiana come Controcanale condotto da Corrado nel 1960.

## Cugat nella cultura di massa

Abbe Lane e Xavier Cugat nel 1961.

Xavier Cugat è entrato, come personaggio dello showbiz, nella cultura popolare ed è stato citato in diverse circostanze:
- nel film In viaggio con Pippo in cui Pippo lo definisce the Mambo King.
- nell'episodio di I Love Lucy (Lucy ed io) Lucy Goes to Scotland quando Lucy-Lucille Ball porge a Ricky Ricardo, anch'egli musicista cubano, un LP in cui è scritto “Xavier McCugat?!”.
- nella canzone Joe le taxi di Vanessa Paradis.
- diverse canzoni, fra cui Perfidia sono state usate per i film Wong Kar-wai Days of Being Wild e '2046
- nella terza scena della commedia Un tram chiamato desiderio.
- in un episodio della serie televisiva M*A*S*H Hawkeye afferma che l'unico latino che conosce è Xavier Cugat.
- In un episodio della terza stagione di Frasier - Moon Dance - il suo nome viene citato due volte.
- Cugat e Ben & Jerry sono parodiati in un episodio de I Simpson in cui Lisa degusta un gelato chiamato Xavier Nougat. In un altro episodio, Bart lo cita correttamente come “Xavier Cugat”.
- nella serie radiofonica della ZBS Foundation Ruby the Galactic Gumshoe, Cugat è una sorta di santo patrono dei Moles of Zeeboos, umanoidi amanti del tango. Ugualmente, un mese del calendario dei Mole porta il nome Cugat.
- nella commedia del 1983 di Tom Griffin The Boys Next Door, uno dei personaggi fa più volte riferimento a Cugat.
- la canzone Yo Te Amo Mucho è inserita nel film del 2005 The Matador nella scena in cui Pierce Brosnan sta guardando la tv in un albergo.
- Cugat è citato nel film del 1973 di Woody Allen Sleeper (Il dormiglione) nella scena in cui Diane Keaton, cercando un superlativo a proposito di un'opera d'arte moderna, esclama: È più grande di Margaret Keane! È Cugat!.
- Ancora Cugat è citato in un episodio di All in the Family in occasione di una partita di trivia game basato sulle iniziali dei direttori d'orchestra.
- musiche di Cugat fanno da sottofondo sulla Radio Espantoso del Grand Theft Auto: Vice City.
- il giorno in cui il musicista è nato - 1º gennaio 1900 - era considerato in Spagna talmente importante, come primo giorno del XX secolo, tanto da consentire a lui e ai suoi fratelli di evitare il servizio di leva. Il padre, che era un prigioniero politico, per lo stesso motivo venne scarcerato.[2]
- in uno dei primi numeri di Mad Magazine si cita Cugat come il "Xubirant Catgut" che dirige il brano How're Ya Gonna Keep 'em Down on the Farm (After They've Seen Paree!) Mambo?.

## Filmografia

### Attore
- La vedova allegra (The Merry Widow), regia di Erich von Stroheim (1925)
- A Spanish Ensemble
- Mexicana, regia di Gus Edwards (1929)
- La sferzata (The Lash), regia di Frank Lloyd (1930)
- Go West Young Man, regia di Henry Hathaway (1936)
- Let's Go Latin
- Non sei mai stata così bella, regia di William A. Seiter (1942)
- La taverna delle stelle (Stage Door Canteen), regia di Frank Borzage (1943)
- The Heat's On
- Due ragazze e un marinaio (Two Girls and a Sailor), regia di Richard Thorpe (1944)
- Bellezze al bagno (Bathing Beauty), regia di George Sidney (1944)
- Grand hotel Astoria, regia di Robert Z. Leonard (1945)
- Vacanze al Messico (Holiday in Mexico), regia di George Sidney (1946)
- Licenza d'amore
- Ti avrò per sempre (This Time for Keeps), regia di Richard Thorpe (1947)
- Su di un'isola con te, regia di Richard Thorpe (1948)
- Così sono le donne (A Date with Judy), regia di Richard Thorpe (1948)
- Crociera di lusso (Luxury Liner), regia di Richard Whorf (1948)
- La figlia di Nettuno (Neptune's Daughter), regia di Edward Buzzell (1949)
- Xavier Cugat and His Orchestra
- Il sindacato di Chicago
- Lo scapolo, regia di Antonio Pietrangeli (1955)
- Incantesimo (The Eddy Duchin Story), regia di George Sidney (1956)
- Donatella, regia di Mario Monicelli (1956)
- A sud niente di nuovo, regia di Giorgio Simonelli (1957)
- Das Feuerschiff, regia di Ladislao Vajda (1963)
- The Monitors
- The Phynx
- Nunca en horas de clase, regia di José Antonio de la Loma (1978)
- Taxi, regia di Simó Fàbregas (1980)

## Doppiatori italiani
- Mario Besesti in Non sei mai stata così bella
- Giorgio Capecchi in Su di un'isola con te
- Cesare Fantoni in Così sono le donne
- Olinto Cristina in La figlia di Nettuno
- Mario Pisu in Sindacato di Chicago
- Carlo Baccarini in Bellezze al bagno (ridoppiaggio)

## Album
- 1948 – Rhumba with Cugat (Columbia Records, CL 6005) a nome "Xavier Cugat and His Orchestra"
- 1948 – Cugat's Favorite Rhumbas (Columbia Records, CL 6021) a nome "Xavier Cugat and His Orchestra"
- 1949 – Conga with Cugat (Columbia Records, CL 6036) a nome "Xavier Cugat and His Orchestra"
- 1949 – Xavier Cugat Dance Parade (Columbia Records, CL 6077) a nome "Xavier Cugat and His Orchestra"
- 1949 – Tropical Bouquets (Columbia Records, CL 6086) a nome "Xavier Cugat and His Orchestra"
- 1950 – Your Dance Date with Xavier Cugat (Columbia Records, CL 6121) a nome "Xavier Cugat and His Orchestra"
- 1951 – Rumbas (RCA Victor Records, LPT 8) a nome "Xavier Cugat and His Orchestra"
- 1951 – Tangos (RCA Victor Records, LPT 11) a nome "Xavier Cugat and His Orchestra"
- 1952 – Here's Cugat (Mercury Records, MG 25120) a nome "Xavier Cugat and His Orchestra"
- 1952 – Dance with Cugat (Mercury Records, MG 25149) a nome "Xavier Cugat and His Orchestra"
- 1952 – Quiet Music, Volume 6: Relaxing with Cugat (Columbia Records, GL 515) a nome "Xavier Cugat and His Orchestra"
- 1953 – Tango with Cugat (Columbia Records, CL 6234) a nome "Xavier Cugat and His Orchestra"
- 1953 – Samba with Cugat (Columbia Records, CL 6236) a nome "Xavier Cugat and His Orchestra"
- 1953 – Dance with Cugat (Columbia Records, CL 537) Raccolta, a nome "Xavier Cugat and His Orchestra"
- 1953 - Davcetime with Cugat (RCA Victor Records, LPM-3170) a nome "Xavier Cugat and His Orchestra"
- 1954 – Tango Time (Columbia Records, CL 597) album Split, a nome "Xavier Cugat and His Orchestra, Marek Weber and His Orchestra"
- 1955 – Olé! (Columbia Records, CL 618) a nome "Xavier Cugat and His Orchestra"
- 1955 – Cha Cha Cha (Columbia Records, CL 718) a nome "Xavier Cugat and His Orchestra"
- 1955 – Cugat's Favorites (Mercury Records, MG 20065) a nome "Xavier Cugat and His Orchestra"
- 1955 – Mambo at the Waldorf (Columbia Records, CL 732) a nome "Xavier Cugat and His Orchestra"
- 1955 – Merengue! By Cugat! (Columbia Records, CL 733) a nome "Xavier Cugat and His Orchestra"
- 1956 – Cugatango! (Columbia Records, CL 2557) a nome "Xavier Cugat and His Orchestra"
- 1956 – That Latin Beat! (RCA Camden Records, CAL 323) a nome "Xavier Cugat and His Orchestra"
- 1956 – Mambo! (Music for Latin Lovers) (Mercury Records, MG 20108) a nome "Xavier Cugat and His Orchestra"
- 1957 – Bread, Love and Cha Cha Cha (Columbia Records, CL 1016) a nome "Xavier Cugat and His Orchestra"
- 1958 – Cugat Cavalcade (Columbia Records, CL 1094/CS 8055) a nome "Xavier Cugat and His Orchestra"
- 1958 – Waltzes But by Cugat! (Columbia Records, CL 1143/CS 8059) a nome "Xavier Cugat and His Orchestra"
- 1958 – The King Plays Some Aces (RCA Victor Records, LPM/LSP 1882) a nome "Xavier Cugat and His Orchestra"
- 1959 – Cugat in Spain (RCA Victor Records, LPM/LSP 1894) a nome "Xavier Cugat and His Orchestra"
- 1959 – Chili con Cugie (RCA Victor Records, LPM/LSP 1897) a nome "Xavier Cugat and His Orchestra"
- 1959 – Latin for Lovers (RCA Camden Records, CAL 516) a nome "Xavier Cugat and His Orchestra"
- 1960 – The Dance Beat of Xavier Cugat and His Orchestra (Harmony Records, HL 7242) a nome "Xavier Cugat and His Orchestra"
- 1960 – Cugat in France, Spain & Italy (RCA Victor Records, LPM/LSP 2173) a nome "Xavier Cugat and His Orchestra"
- 1960 – The Latin Rhythms of Xavier Cugat (Harmony Records, HL 7271) a nome "Xavier Cugat"
- 1961 – Viva Cugat! (Mercury Records, PPS 2003/ST 6003) a nome "Xavier Cugat and His Orchestra"
- 1961 – The Best of Cugat (Mercury Records, PPS 2015/PPS 6015) a nome "Xavier Cugat and His Orchestra" / ripubblicato nel 1972 con il titolo "Tequila"
- 1962 – Cugat Plays Continental Hits (Mercury Records, PPS 2021/PPS 6021) a nome "Xavier Cugat and His Orchestra"
- 1962 – Twist with Cugat (Mercury Records, MG 20705/SR 60705) a nome "Xavier Cugat and His Orchestra"
- 1962 – Most Popular Movie Hits As Styled by Cugat (Mercury Records, MG 20745/SR 60745) a nome "Xavier Cugat and His Orchestra"
- 1963 – Cugat's Golden Goodies (Mercury Records, MG 20798/SR 60798) a nome "Xavier Cugat"
- 1963 – Cugi's Cocktails (Mercury Records, MG 20832/SR 60832) a nome "Xavier Cugat and His Orchestra"
- 1964 – Cugat Caricatures (Mercury Records, MG 20888/SR 60888) a nome "Xavier Cugat and His Orchestra"
- 1964 – Plays the Music of Ernesto Lecuona (Mercury Records, MG 20936/SR 60936) a nome "Xavier Cugat" / ripubblicato nel 1967 con il titolo "The Latin Soul of Xavier Cugat"
- 1965 – Feeling Good! (Decca Records, DL 4672/DL 74672) a nome "Xavier Cugat and His Orchestra"
- 1966 – Dance Party (Decca Records, DL 4740/DL 74740) a nome "Xavier Cugat and His Orchestra"
- 1966 – Bang Bang (Decca Records, DL 4799/DL 74799) a nome "Xavier Cugat and His Orchestra"
- 1967 – Xavier Cugat Today! (Decca Records, DL 4851/DL 74851) a nome "Xavier Cugat and His Orchestra"
- 1969 – Latin Reflections (Musicor Records, MDS 1015) a nome "Xavier Cugat and His Orchestra"
- 1969 – Midnight Roses (Decca Records, DL 75046) a nome "Xavier Cugat and His Orchestra"
- 1969 – The Beautiful New Sounds of Strings (Musicor Records, M2S 3179) a nome "Xavier Cugat and His Orchestra"
- 1970 – Spanish Eyes (MCA Coral Records, CB-20061) a nome "Xavier Cugat"
- 1972 – My Shawl (Victor Records, CD4W-7002) a nome "Xavier Cugat", pubblicato in Giappone
- 1973 – The Beat of the Big Bands (Harmony Records, KH 32264) a nome "Xavier Cugat and His Orchestra"
- 1976 – The Cugat Touch (Springboard Records, SPB-4060) a nome "Xavier Cugat"
- 1976 – Xavier Cugat Vol. 3 (Olympo Records, L-442) a nome "Xavier Cugat", pubblicato in Spagna
- 1977 – To All My Friends (Intersound Records, ISST 106) a nome "Xavier Cugat and His Orchestra", pubblicato in Germania
- 1988 – Cugat desde El Ritz (Picap Records, 100023) a nome "Xavier Cugat, Grand Orquesta de Xavier Cugat", pubblicato in Spagna